# Cheminement Edgard-Varèse
Le cheminement Edgard-Varèse (en occitan : caminament Edgard Varèse) est une voie de Toulouse, chef-lieu de la région Occitanie, dans le Midi de la France.

## Situation et accès

### Description
Le cheminement Edgard-Varèse se trouve au nord du quartier de Reynerie, dans le secteur 6 - Ouest.
La chaussée compte une voie de circulation automobile dans chaque sens. Elle est définie comme une zone 30 et la vitesse y est limitée à 30 km/h. Il n'existe pas d'aménagement cyclable.

### Voies rencontrées
Le cheminement Edgard-Varèse rencontre les voies suivantes, dans l'ordre des numéros croissants (« g » indique que la rue se situe à gauche, « d » à droite) :
1. Avenue de Tabar
2. Rue Jean-Gilles (d)
3. Rue Évelyne-Sullerot (d)
4. Place Conchita-Grangé-Ramos (d)
5. Rue Germaine-Peyroles

## Odonymie
En 1971, la rue est nommée en hommage compositeur Edgard Varèse (1883-1965). Plusieurs voies du quartier de Reynerie, également tracées et aménagées entre 1964 et 1972, portent d'ailleurs des noms de musiciens et de compositeurs français – cheminement André-Messager, cheminement Christophe-Gluck, rue Erik-Satie, cheminement Francis-Poulenc, rue Jean-Gilles, cheminement Jean-Wiéner, cheminement Louis-Auriacombe, cheminement Robert-Cambert et cheminement Vincent-d'Indy.